# Koniecpol
Pour l’article homonyme, voir Koniecpol (gmina).
Koniecpol est une ville de Pologne, située dans le sud du pays, dans la voïvodie de Silésie. Elle est le chef-lieu de la gmina de Koniecpol, dans le powiat de Częstochowa.